# Paul Lockhart
Paul Scott „Paco“ Lockhart (* 28. April 1956 in Amarillo, Texas) ist ein ehemaliger US-amerikanischer Astronaut.

## Ausbildung
Lockhart erhielt 1978 einen Bachelor in Mathematik von der Texas Tech University. Anschließend ging er ein Jahr nach Österreich, wo er durch ein Stipendium an den Universitäten Innsbruck und Wien studieren konnte. 1981 erwarb er einen Master in Luft- und Raumfahrttechnik von der University of Texas. Ab 1981 war Lockhart in der United States Air Force. Nach seiner Ausbildung war er unter anderem von 1987 bis 1990 Ausbilder für Kampfpiloten in Deutschland.

## Astronautentätigkeit
Im April 1996 wurde er durch die NASA als Astronautenkandidat ausgewählt. Am Johnson Space Center war er für das Astronautenbüro tätig und arbeitete unter anderem an der Verbesserung des Space-Shuttle-Haupttriebwerks (SSME) sowie den Fluganzeigen der Raumfähren.

### STS-111
Am 5. Juni 2002 startete er als Pilot der Raumfähre Endeavour zu seinem ersten Flug ins All. Dabei wurde eine neue Besatzung und das kanadische Mobile Base System sowie das Mehrzweck-Logistik-Modul (MPLM) Leonardo  zur Internationalen Raumstation (ISS) gebracht. Wegen schlechten Wetters musste Lockhart die Endeavour nach 13 Tagen auf der Edwards Air Force Base in Kalifornien landen.

### STS-113
Am 24. November 2002 flog er mit der Endeavour erneut zur Internationalen Raumstation. STS-113 war die letzte Shuttle-Mission des Jahres 2002 und ebenfalls der letzte erfolgreiche Flug vor dem Absturz der Raumfähre Columbia zwei Monate später. Die Endeavour transportierte dabei die Gitterstruktur P1 zum weiteren Ausbau der Raumstation. Bei drei Weltraumausstiegen wurde die 12-Tonnen-Struktur montiert. Außerdem wurde die Expedition 5 durch drei neue Astronauten der Expedition 6 abgelöst.

## Privates
Lockhart und seine Frau Theresa haben zwei Kinder.